# لوك بيربانك
لوك بيربانك (بالإنجليزية: Luke Burbank)‏ هو مقدم برامج إذاعية أمريكي، ولد في 8 مايو 1976 في يوريكا في الولايات المتحدة.

## وصلات خارجية
- الموقع الرسمي